# Liste der Mitglieder der American Academy of Arts and Sciences/1871
Im Jahr 1871 wählte die American Academy of Arts and Sciences 24 Personen zu ihren Mitgliedern.

## Neugewählte Mitglieder
- Charles Francis Adams, Jr. (1835–1915)
- Joel Asaph Allen (1838–1921)
- Robert Amory (1842–1910)
- George Rumford Baldwin (1798–1888)
- Ferdinand Bocher (1832–1902)
- George Jarvis Brush (1831–1912)
- Henry Gardner Denny (1833–1907)
- Louis-François de Pourtalès (1823–1880)
- Charles Carroll Everett (1829–1900)
- William Everett (1839–1910)
- Robert William Hooper (1810–1885)
- Samuel William Johnson (1830–1909)
- Leo Lesquereux (1806–1889)
- Stephen Thayer Olney (1812–1878)
- Henry Warren Paine (1810–1893)
- John Knowles Paine (1839–1906)
- John Bulkley Perry (1825–1872)
- William Henry Pettee (1838–1904)
- Edwin Pliny Seaver (1838–1917)
- Stephen Paschall Sharples (1842–1923)
- Jeremiah Smith (1837–1921)
- John Trowbridge (1843–1923)
- John Greenleaf Whittier (1807–1892)
- Charles Augustus Young (1834–1908)